# Кауаи
Кауаи (енгл. Kauaʻi) је острво САД које припада савезној држави Хаваји. Површина острва износи 1430 km². Према попису из 2000. на острву је живело 58303 становника.

## Географија
Кауа`и је острво вулканског порекла, настало преласком Пацифичке плоче преко вруће тачке Хаваја. Старо око пет милиона година, представља најстарије од главних хавајских острва. Састоји се од великог еродираног штитастог вулкана са калдером на врху, пречника 15–20 km  и две бочне калдере. Највиши врх Кауаʻија је Каваикини са 1.598 m.